# Таскала (Атырауская область)
Таскала́ (каз. Тасқала) — село в Атырауской области Казахстана. Находится в подчинении городской администрации Атырау. Административный центр и единственный населённый пункт Кенузекского сельского округа. Код КАТО — 231049100.

## Население
В 1999 году население села составляло 1668 человек (810 мужчин и 858 женщин). По данным переписи 2009 года в селе проживал 2971 человек (1560 мужчин и 1411 женщин).

## Галерея

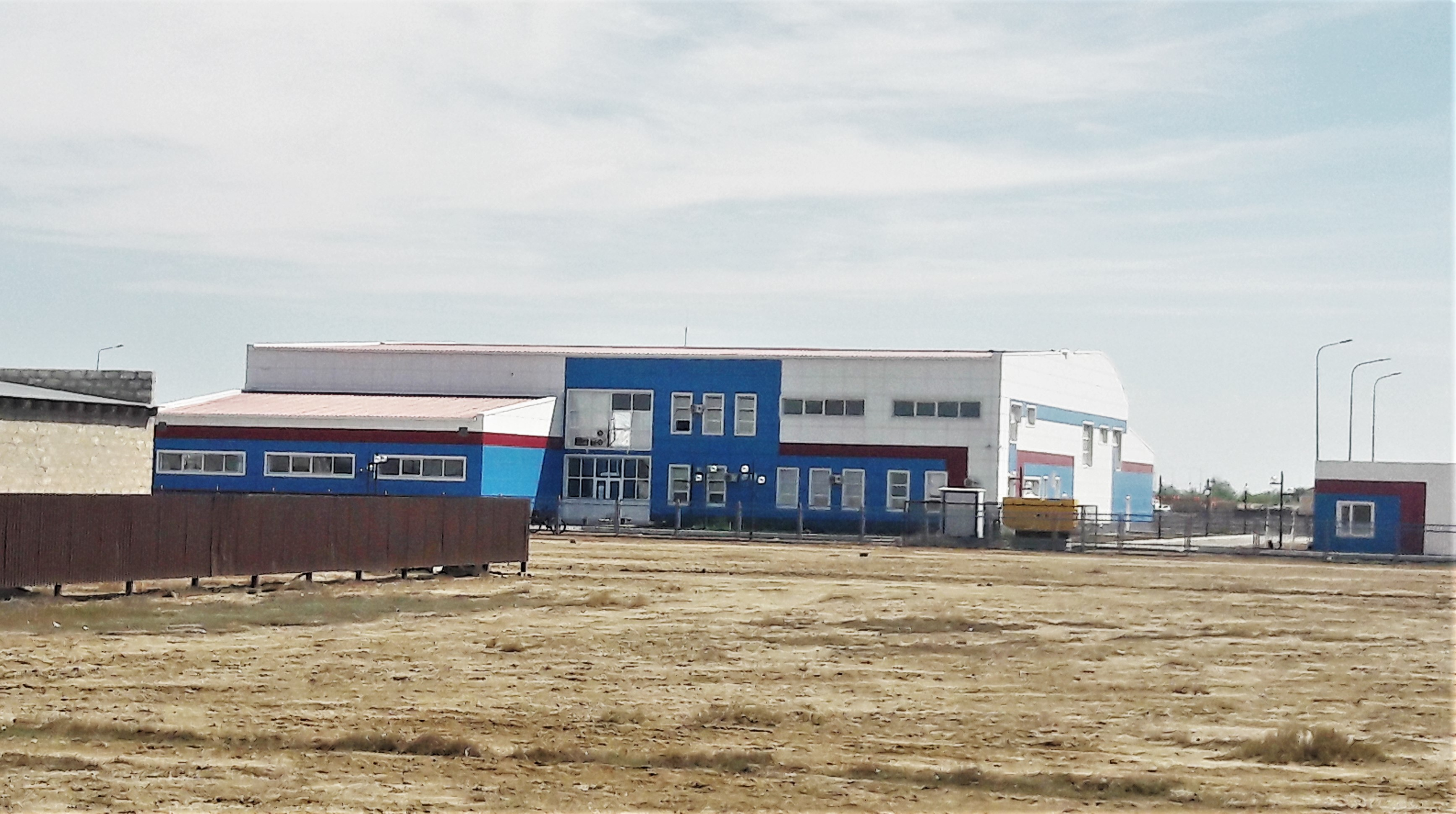
Таскала. Спорт комплекс
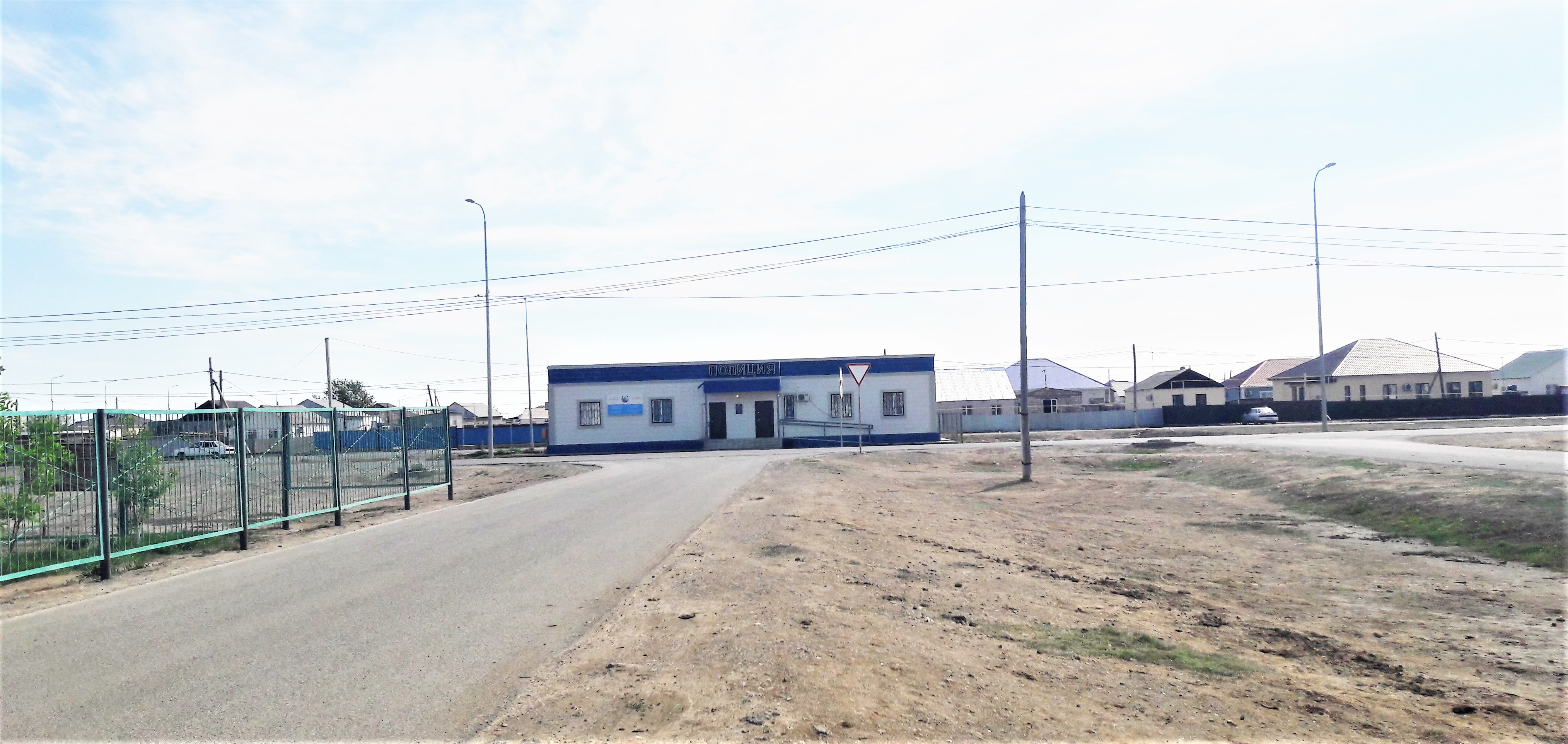
Таскала. Полицейский участок
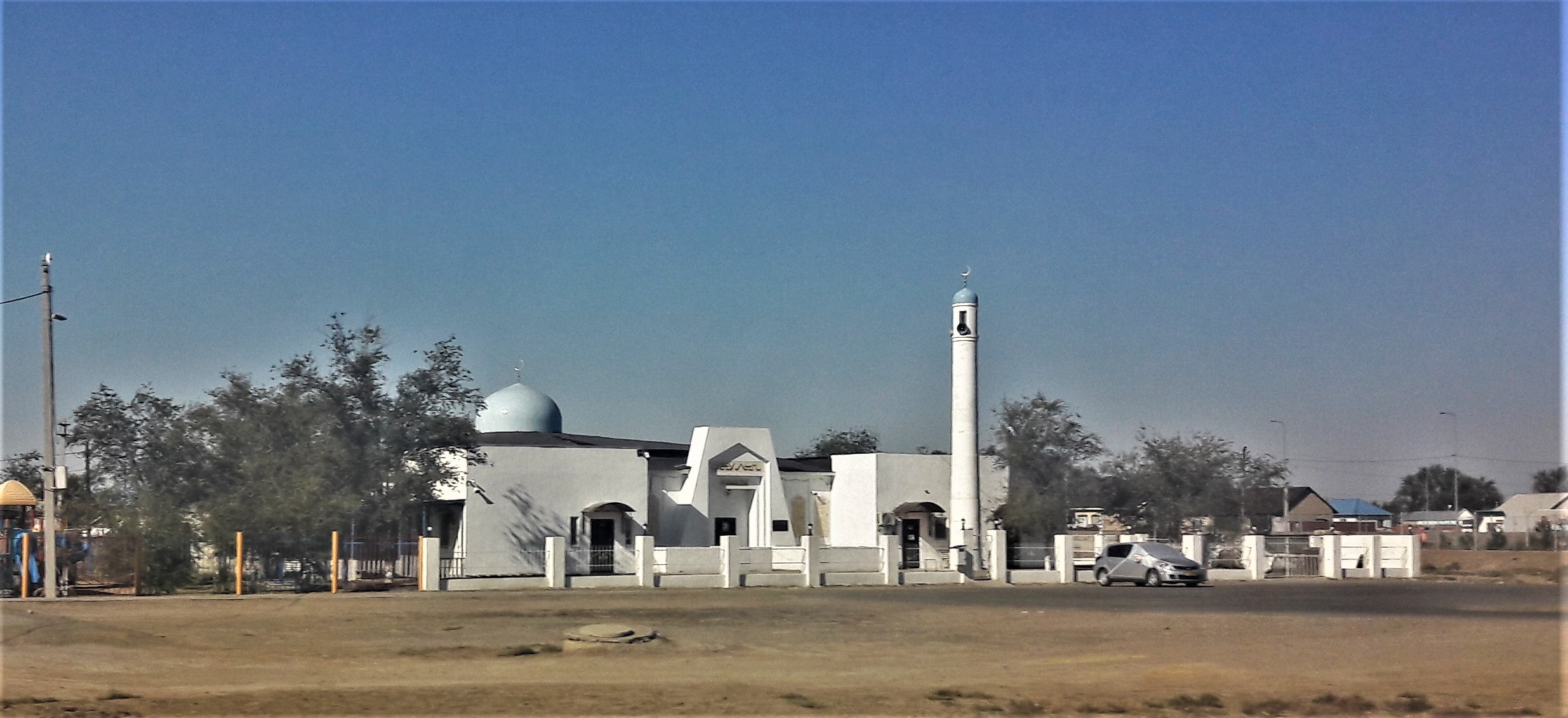
Таскала. Мечеть
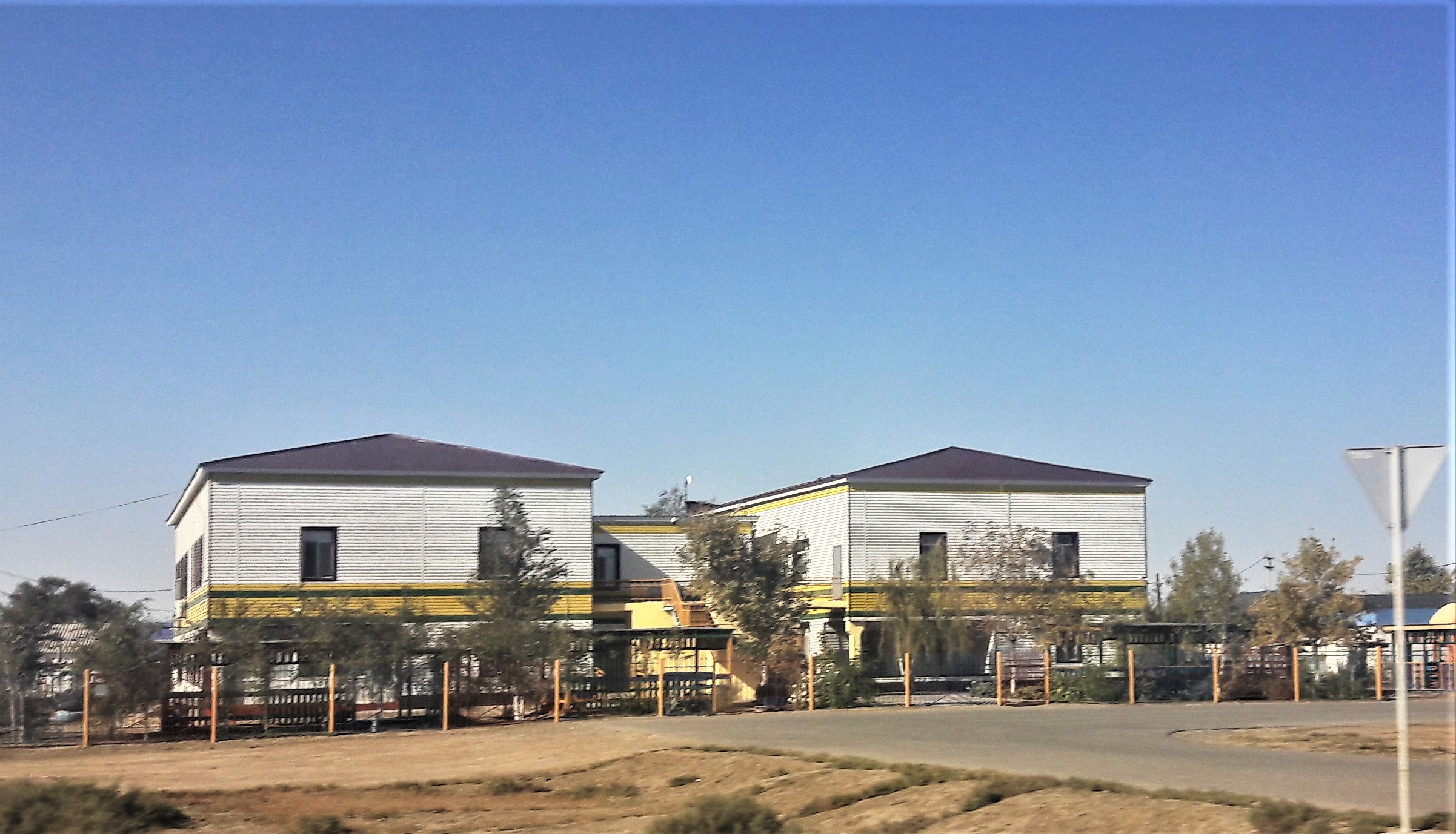
Таскала. Детский сад.
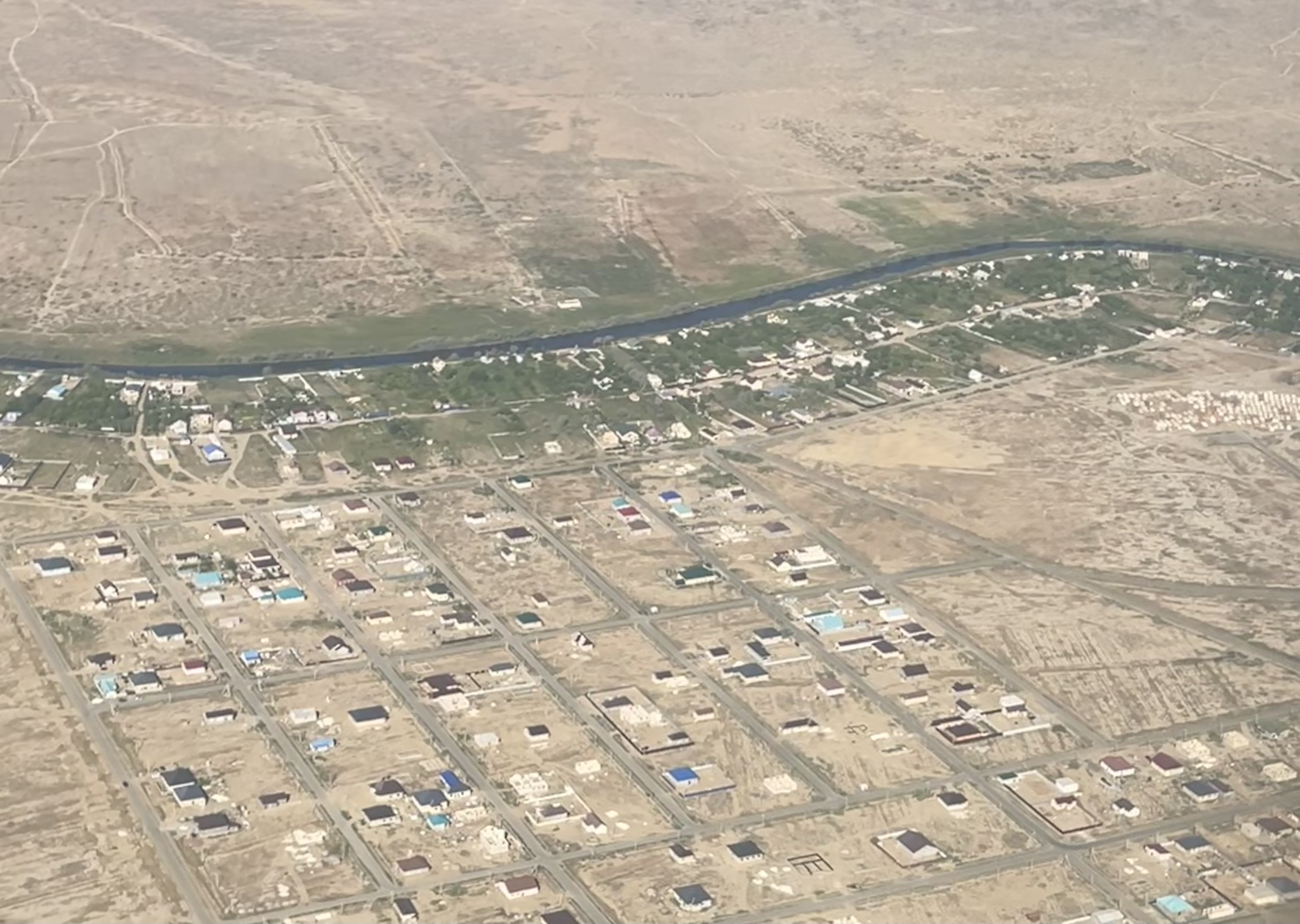
Вид на микрорайон Кайнар с высоты птичьего полёта